# Тимонов, Фёдор Трофимович
Фёдор Трофимович Тимонов (11 апреля 1924, с. Русская Халань, Курская губерния — 24 марта 1999, Приволье, Луганская область) — красноармеец Рабоче-крестьянской Красной Армии, участник Великой Отечественной войны, Герой Советского Союза (1945).

## Биография
Фёдор Тимонов родился 11 апреля 1924 года в селе Русская Халань (ныне — Чернянский район Белгородской области). С 1935 года проживал в городе Перевальске Ворошиловградской области Украинской ССР, окончил там восемь классов школы и работал на шахте. В начале Великой Отечественной войны вернулся на родину. В июне 1942 года оказался в оккупации, после освобождения в апреле 1943 года был призван на службу в Рабоче-крестьянскую Красную Армию. В боях был тяжело ранен.
К августу 1944 года красноармеец Фёдор Тимонов командовал пулемётным расчётом 226-го стрелкового полка 63-й стрелковой дивизии 5-й армии 3-го Белорусского фронта. Участвовал в сражениях на территории Литовской ССР. 17 августа 1944 года расчёт Тимонова в числе первых вышел к Государственной границе СССР с Восточной Пруссией в районе деревни Глобеле Шакяйского района и огнём своего пулемёта прикрыл переправу батальона через реку Шешупе, уничтожив 19 солдат и офицеров противника.
Указом Президиума Верховного Совета СССР от 24 марта 1945 года за «мужество и героизм, проявленные при освобождении Литвы» красноармеец Фёдор Тимонов был удостоен высокого звания Героя Советского Союза с вручением ордена Ленина и медали «Золотая Звезда» за номером 7238.
После окончания войны старшина Тимонов был демобилизован. Проживал и работал в Лисичанске. В 1949 году он окончил Лисичанский горный техникум, в 1952 году — Донецкий индустриальный институт. Умер 24 марта 1999 года, похоронен в городе Приволье Луганской области Украины.
Был также награждён орденами Октябрьской Революции, Отечественной войны 1-й степени, двумя орденами Отечественной войны 2-й степени, орденами Красной Звезды и «Знак Почёта», рядом медалей.